# Jessica Harmsen
Jessica Derksen-Harmsen (5 september 1966) is een Nederlands schaakster. Ze is sinds 1988 een Internationaal Meester bij de vrouwen (WIM). 

## Jeugd
Drie keer was Jessica Harmsen kampioen bij de Nederlandse jeugd- en meisjeskampioenschappen: in 1982 in de categorie meisjes t/m 16 jaar, in 1984 en 1985 in de categorie meisjes t/m 20 jaar.

## Overige resultaten
In 1984 nam ze in Katowice deel aan het Europees kampioenschap schaken voor junioren in de categorie meisjes, en eindigde met 6 pt. uit 11 op een 7e plaats.
Jessica Harmsen is driemaal kampioene van Nederland geweest: in 1985, 1987 en in 1988.
In 1985 nam ze in Dobrna deel aan het Wereldkampioenschap schaken voor junioren in de categorie meisjes, en eindigde met 7½ pt. uit 13 op een 12e plaats.
In 1988 nam ze met het Nederlandse vrouwenteam deel aan de 28e Schaakolympiade waarop het team als 10e eindigde.
In 2000 eindigde ze met 5½ pt. uit 10 als derde op het NK voor vrouwen, dat met 9 pt. uit 10 werd gewonnen door Zhaoqin Peng. 
Ze nam enkele keren deel aan het "Aegon Man-Machine toernooi", waarbij ze in de middenmoot eindigde. 
In 2014 nam ze met het team van Gemeente Rotterdam deel aan het NK Bedrijvenschaak. Ook in 2016 (5½ pt. uit 7), 2017 en in 2021 nam ze met Rotterdam deel aan dit toernooi. 
Bij de Internet Chess Club (ICC) speelt ze onder de gebruikersnaam 'Mermaid'.

## Vereniging
Ze schaakt bij de Capelse Schaakvereniging (CSV) in Capelle aan den IJssel.

## Externe koppelingen
- (en)   Informatie over schaakpartijen van Jessica Harmsen op ChessGames.com
- (en)   Informatie over schaakpartijen van Jessica Harmsen op 365chess.com
- (en)  FIDE-ratinggegevens voor Jessica Harmsen